# HD 183492
HD 183492，又名BD+14 3936，SAO 104896、HR 7407，是一颗恒星，视星等为5.56，位于銀經50.21，銀緯-1.55，其B1900.0坐标为赤經19h 24m 46.5s，赤緯+14° -1.55′ 25″。